# Travon Walker
Yury Travon Walker (Thomaston, 18 dicembre 2000) è un giocatore di football americano statunitense che milita nel ruolo di defensive end per i Jacksonville Jaguars della National Football League (NFL). È stato scelto come primo assoluto nel Draft NFL 2022.

## Carriera universitaria
Dopo aver giocato nella Upson-Lee High School, prima con ottimi risultati nella pallacanestro per poi passare al football, Walker dal 2019 ha giocato all'Università della Georgia con i Georgia Bulldogs impegnati nella Southern Conference (SEC) della Divisione I della Football Bowl Subdivision (FBS) della NCAA. Nella sua prima stagione con i Bulldogs, Walker disputò 12 partite, con 15 tackle e 2,5 sack. L'anno seguente disputò 9 gare con 13 tackle, un sack e un intercetto. Nel 2021 divenne stabilmente titolare e a fine stagione vinse il campionato NCAA. Il 15 gennaio 2022 annunciò la sua intenzione di passare tra i professionisti.
| Stagione | Stagione | Stagione   | Stagione | Stagione | Difesa  | Difesa  | Difesa  | Difesa | Difesa | Difesa |
| Anno     | Squadra  | Conference | P        | PT       | T. tot. | T. sol. | T. ass. | Sack   | Pdev   | FF     |
| -------- | -------- | ---------- | -------- | -------- | ------- | ------- | ------- | ------ | ------ | ------ |
| 2019     | Georgia  | SEC        | 12       | 0        | 15      | 9       | 6       | 2,5    | 1      | 0      |
| 2020     | Georgia  | SEC        | 9        | 0        | 13      | 6       | 7       | 1,0    | 1      | 1      |
| 2021     | Georgia  | SEC        | 15       | 15       | 37      | 19      | 18      | 6,0    | 2      | 0      |
| Totale   | Totale   | Totale     | 36       | 15       | 65      | 34      | 31      | 9,5    | 4      | 1      |

Fonte: Georgia Bulldogs
In grassetto i record personali in carriera

## Carriera professionistica

### Jacksonville Jaguars

#### Stagione 2022
Walker era considerato da diverse pubblicazioni come una delle prime scelte nel Draft NFL 2022. Il 28 aprile 2022 fu scelto come primo assoluto dai Jacksonville Jaguars. Successivamente firmò un contratto da 37,4 milioni di dollari per quattro anni, con un bonus alla firma di 24,4 milioni di dollari. Walker debuttò nel primo turno contro i Washington Commanders mettendo a segno 3 placcaggi, un sack e un intercetto nella sconfitta. Tornò a fare registrare un sack nella settimana 7 contro i New York Giants. Nel 14º turno con un sack su Ryan Tannehill forzò un fumble che recuperò egli stesso nella vittoria in casa dei Tennessee Titans. La sua prima stagione regolare si chiuse con 49 placcaggi, 3,5 sack e un intercetto in 15 presenze, di cui 14 come titolare.

#### Stagione 2023
Nella sua seconda stagione Walker disputó tutte le 17 partite come titolare, mettendo a segno 52 placcaggi e piazzandosi al secondo posto della squadra dietro a Josh Allen con 10 sack.

#### Stagione 2024
Nel quinto turno Walker stabilì un nuovo primato personale mettendo a segno 3 sack su Joe Flacco nella vittoria sui Colts. Nella settimana 9 recuperò un fumble dei Philadelphia Eagles ritornando il pallone in touchdown.